# Contra la pared (película)
Contra la pared (en alemán Gegen die Wand, en turco: Duvara Karşı) es una película alemana del año 2004 del director turcoalemán Fatih Akın. Recibió varios premios como mejor film en el Festival Internacional de Cine de Berlín en el año 2004, así como el premio de mejor película en la 17 edición de los Premios del Cine Europeo del mismo año. Se estrenó en Alemania el 11 de marzo de 2004 y en España el 26 de noviembre de 2004.

## Sinopsis
Cahit Tomruk (Birol Ünel) es un cuarentón alemán de ascendencia turca, tremendamente deprimido por la muerte de su esposa Katharina; en una noche más de alcohol, cocaína, fastidio y depresión, decide estrellarse con su automóvil contra una pared. Pero la suerte de Cahit no fue lograr su propia muerte.

## Premios
- Festival de Berlín: Oso de Oro mejor película (2004)
- Premios del Cine Europeo: Mejor Película, Premio del público (2004)
- Premios Goya: Mejor Película Europea (2004)